# 27. Zusatzartikel zur Verfassung der Vereinigten Staaten

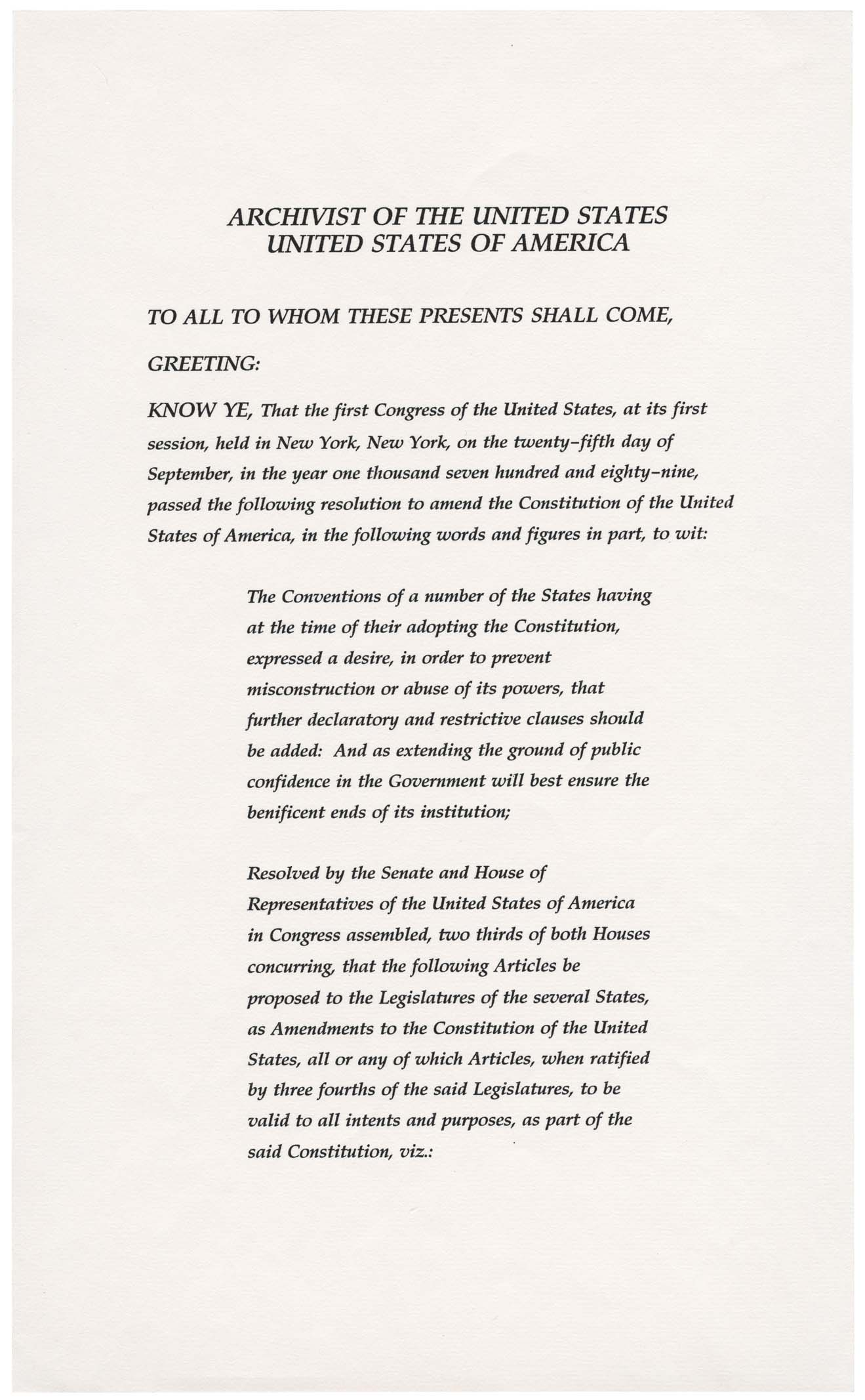
Seite 1 des Zusatzartikels

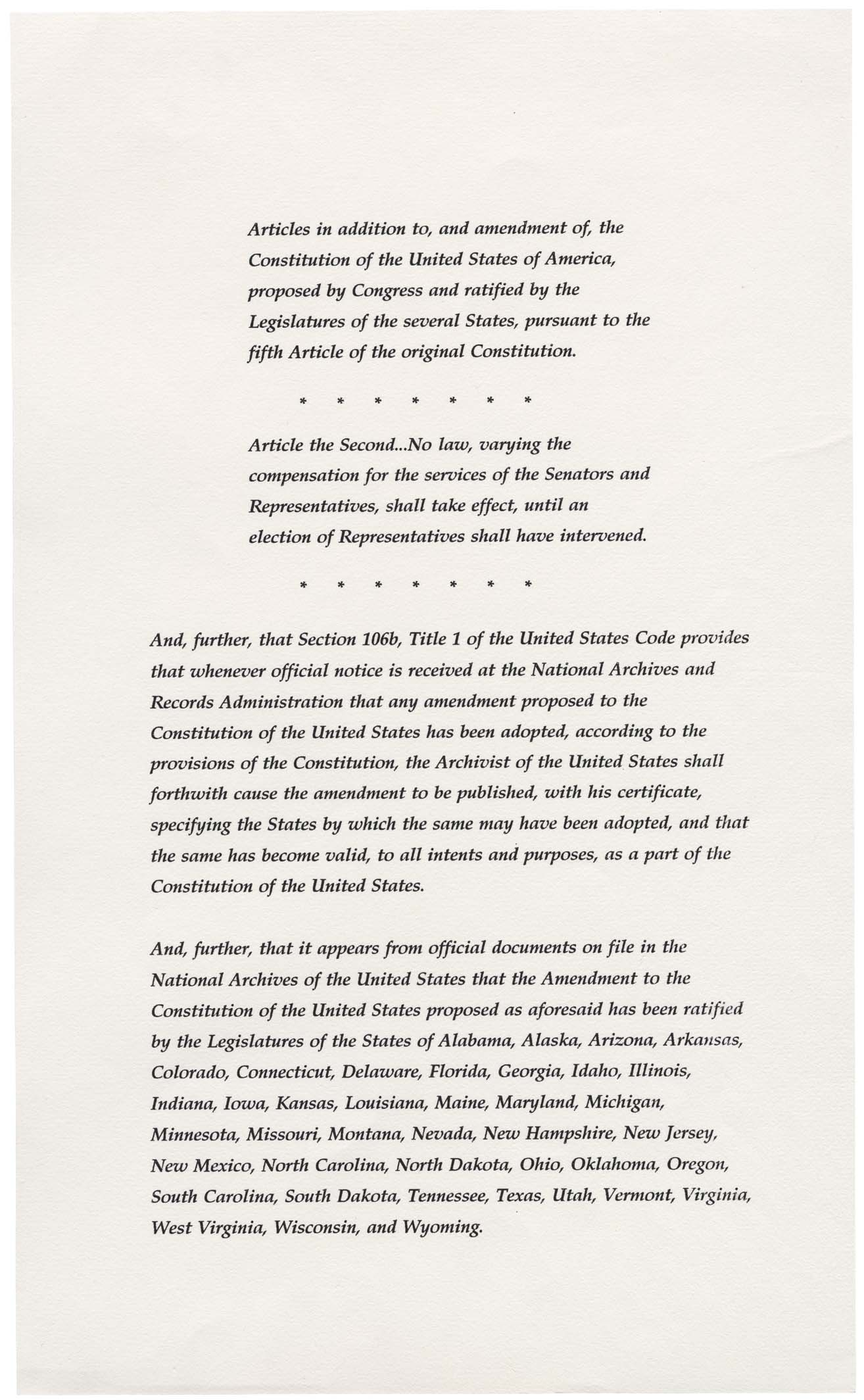
Seite 2 des Zusatzartikels

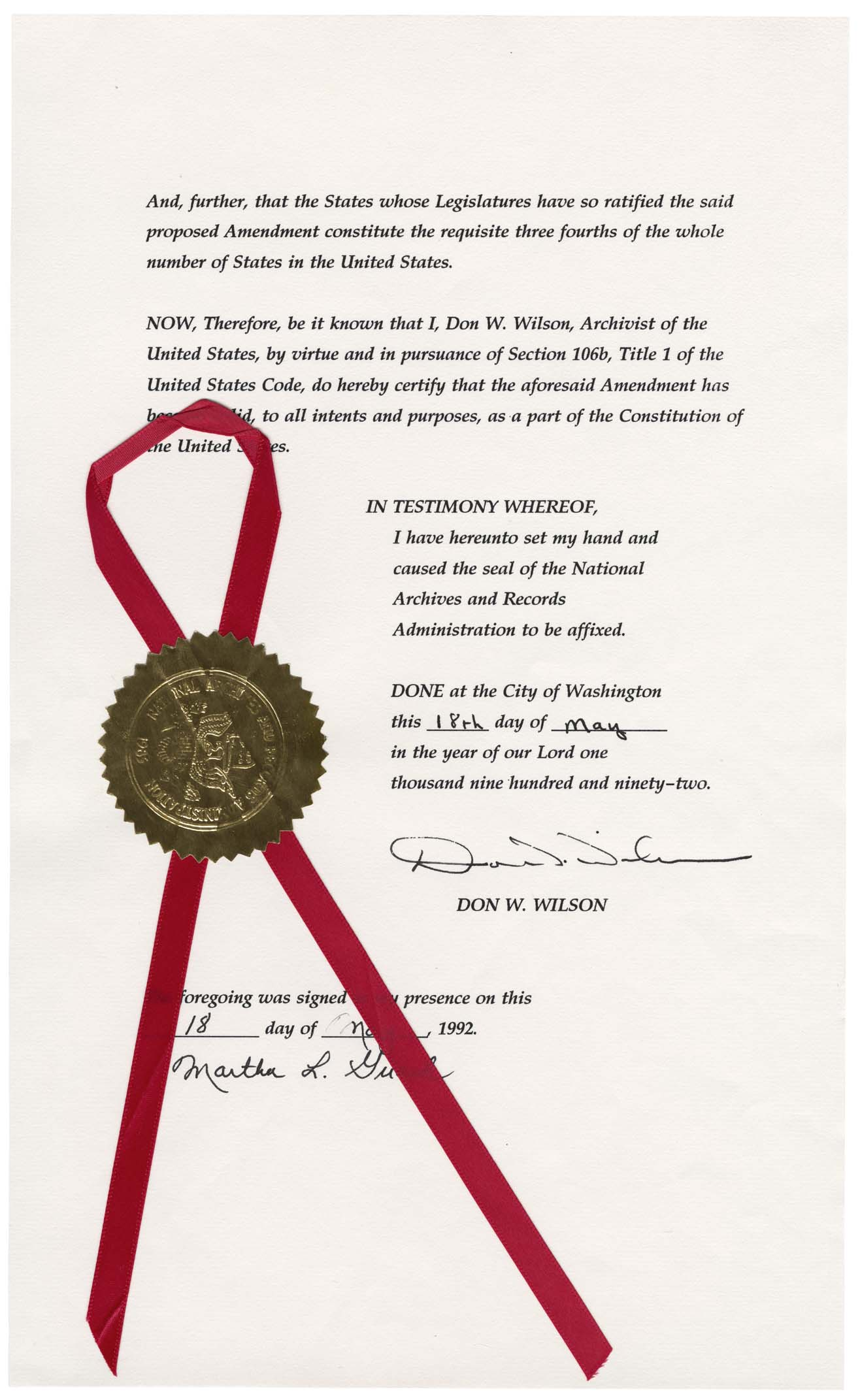
Die (3-seitige) offizielle Zertifizierung des 27. Zusatzartikels durch den Archivar der Vereinigten Staaten, Don W. Wilson, erfolgte am 18. Mai 1992.

Der 27. Zusatzartikel zur Verfassung der Vereinigten Staaten von Amerika lautet:

„Kein Gesetz, das die Bezahlung der Dienste der Senatoren und Repräsentantenhausmitglieder verändert, tritt in Kraft, bevor eine Neuwahl des Repräsentantenhauses erfolgt ist.“

Ursprünglich bereits 1789 als 2. Verfassungszusatz vom Kongress beschlossen und an die damaligen Bundesstaaten übermittelt, erreichte er erst über 200 Jahre später, im Mai 1992, die erforderliche parlamentarische Zustimmung von drei Vierteln aller Bundesstaaten.

## Inhalt
Dieser Zusatzartikel der Verfassung der Vereinigten Staaten bestimmt, dass die Änderungen der Diäten von Kongressmitgliedern erst nach der folgenden Wahl in Kraft treten. Dieser Artikel sollte dazu dienen, die Macht des Kongresses zu beschränken, seine eigenen Diäten zu setzen, da es einen offensichtlichen Interessenkonflikt darstellt. Jedoch gibt es Zuschläge zum Ausgleich gestiegener Lebenshaltungskosten. Die Bundesgerichte haben entschieden, dass diese nicht als Diätenerhöhungen gelten.
Erste Versionen dieses Artikels waren schon 1788 von den Bundesstaaten North Carolina, Virginia und New York vorgeschlagen worden.

## Ratifikationsprozess
Im Repräsentantenhaus war diese Verfassungsergänzung durch den Abgeordneten James Madison, dem späteren vierten Präsidenten der Vereinigten Staaten, vorgeschlagen worden. Der Vorschlag wurde dann als zweiter von zwölf Verfassungsergänzungen am 25. September 1789 vom 1. Kongress beschlossen und zur Ratifikation an die Bundesstaaten übermittelt. Während zehn der zwölf Vorschläge 1791 von einer ausreichenden Anzahl von Bundesstaaten ratifiziert worden waren, um als Bill of Rights Bestandteil der Verfassung zu werden, verfehlten die erste und die zweite der vorgeschlagenen Verfassungsergänzungen die notwendige ¾-Mehrheit, die zu diesem Zeitpunkt bei elf Staaten lag. Mit der Anzahl der Bundesstaaten stieg die notwendige Mindestzahl entsprechend.
Nachdem von 1789 bis 1791 der Zusatzartikel von nur sechs Staaten angenommen worden war (Maryland, North Carolina, South Carolina, Delaware, Vermont und Virginia), geriet der Vorschlag weitgehend in Vergessenheit. Gregory Watson, ein Student der University of Texas at Austin, kam im Rahmen einer Seminararbeit 1982 zum Schluss, dass die Ratifikation weiterhin möglich wäre. Er erhielt für die Arbeit nur die mittelmäßige Note „C“, welche auch entgegen seines Protests bei der Dozentin bestehen blieb. Aus Verärgerung darüber entschloss er sich, eine Kampagne zur Ratifikation des Verfassungszusatzes zu starten, und investierte auch einiges Geld darin. Er fand 1983 heraus, dass nicht nur sechs Staaten ratiziert hatten, sondern auch Ohio im Jahr 1873 und Wyoming im Jahr 1978 als siebter und achter Staat, jeweils aus Protest gegen eine drastische Erhöhung der Bezüge verschiedenen Amtsträger auf Bundesebene. Watson konnte immer mehr Abgeordnete in verschiedenen Staaten für sein Vorhaben gewinnen. Beginnend mit Maine und Colorado ratifizierten im folgenden Jahrzehnt immer mehr Staaten diesen Verfassungszusatz. Am 18. Mai 1992 bestätigte der Archivar der Vereinigten Staaten schließlich das Zustandekommen der notwendigen ¾-Mehrheit, womit die Verfassungsergänzung als 27. Zusatzartikel Teil der Verfassung geworden war. Dies bekräftigten am 20. Mai 1992 sowohl das Repräsentantenhaus als auch der Senat per Concurrent Resolution.
Bereits knapp fünfzig Jahre vorher hatte der Supreme Court entschieden, dass bei Zusatzartikeln ohne explizites Ablaufdatum die Ratifikation zu jedem Zeitpunkt stattfinden kann und diese nie auslaufen.

### Daten der Ratifikation
Die Daten der Ratifikation durch die einzelnen Bundesstaaten:
- Maryland am 19. Dezember 1789
- North Carolina am 22. Dezember 1789 (bestätigt am 4. Juli 1989)[6]
- South Carolina am 19. Januar 1790
- Delaware am 28. Januar 1790
- Vermont am 3. November 1791
- Virginia am 15. Dezember 1791
- Kentucky am 27. Juni 1792 (bestätigt am 21. März 1996)[7]
- Ohio am 6. Mai 1873
- Wyoming am 6. März 1978
- Maine am 27. April 1983
- Colorado 22. April 1984
- South Dakota am 21. Februar 1985
- New Hampshire am 7. März 1985
- Arizona am 3. April 1985
- Tennessee am 23. Mai 1985
- Oklahoma am 10. Juli 1985
- New Mexico am 14. Februar 1986
- Indiana am 24. Februar 1986
- Utah am 25. Februar 1986
- Arkansas am 13. März 1987
- Montana am 17. März 1987
- Connecticut am 13. Mai 1987
- Wisconsin am 15. Juli 1987
- Georgia am 2. Februar 1988
- West Virginia am 10. März 1988
- Louisiana am 7. Juli 1988
- Iowa am 9. Februar 1989
- Idaho am 23. März 1989
- Nevada am 26. April 1989
- Alaska am 6. Mai 1989
- Oregon am 19. Mai 1989
- Minnesota am 22. Mai 1989
- Texas am 25. Mai 1989
- Kansas am 5. April 1990
- Florida am 31. Mai 1990
- North Dakota am 25. März 1991
- Missouri am 5. Mai 1992
- Alabama am 5. Mai 1992
- Michigan am 7. Mai 1992
- New Jersey am 7. Mai 1992
- Illinois am 12. Mai 1992
- Kalifornien am 26. Juni 1992
- Rhode Island am 10. Juni 1993[8]
- Hawaii am 29. April 1994[9]
- Washington am 6. April 1995[10]
- Nebraska am 1. April 2016[11]

Dieser Zusatzartikel wurde nicht ratifiziert von Massachusetts, Mississippi, New York und Pennsylvania.